# Panacton
Panacton ou Panakton (en grec ancien : Πάνακτον) est une forteresse antique à la frontière de l'Attique et de la Béotie.

## Histoire
Les Athéniens et Béotiens se battent fréquemment pour celle-ci. En 304 av. J.-C., Démétrios Ier Poliorcète prend la forteresse après un siège,.
Le site de Panacton est situé entre les villes modernes de Panakto et Prasino (anciennement Kavasala).